# Hi, Buddy
Hi, Buddy é um filme musical estadunidense dirigido por Harold Young e escrito por Warren Wilson. É estrelado por Dick Foran, Harriet Nelson, Robert Paige, Marjorie Lord, Bobs Watson, Tommy Cook, Jennifer Holt e Gus Schilling. O filme foi lançado em 26 de fevereiro de 1943, pela Universal Pictures.

## Elenco
- Dick Foran ...Dave O'Connor
- Harriet Nelson ...Gloria Bradley
- Robert Paige ...Johnny Blake
- Marjorie Lord ...Mary Parker
- Bobs Watson ...Tim Martin
- Tommy Cook ...Spud Winslow
- Jennifer Holt ...Miss Lucille Russell
- Gus Schilling ...Downbeat Collins
- Wade Boteler ...Michael O'Shane
- Drew Roddy ...Pat O'Shane